# Sérieux comme le plaisir
Pour plus de détails, voir Fiche technique et Distribution.
Sérieux comme le plaisir est un film français réalisé par Robert Benayoun et sorti en 1975.

## Synopsis
Ariane, Bruno et Patrice vivent ensemble d’amour, d’eau fraîche et de plaisir. Pour leurs vacances d’été, ils partent au hasard en voiture sur les routes de France au gré de leur fantaisie. Les rencontres qu'ils font sont aussi insolites et surprenantes que leur relation tripartite : un désespéré couché en travers du chemin qui voudrait finir ses jours en réinventant la mort du Christ, un amoureux esseulé qui attend au milieu de la route son amoureuse inconnue, une dame toute de blanc vêtue portant ainsi le deuil de son défunt mari noir.

## Fiche technique
- Titre original : Sérieux comme le plaisir
- Réalisation : Robert Benayoun
- Scénario : Robert Benayoun, Jean-Claude Carrière
- Assistant Réalisateur : Bernard Queysanne
- Décors : Jacques Dugied
- Photographie : Jean Badal
- Son : Jean-Pierre Ruh
- Montage : Jean Ravel
- Musique : Michel Berger
- Production : Pierre Neurisse, Sergio Gobbi
- Sociétés de production : Dovidis (France), ORTF (France), Paris-Cannes Productions (France)
- Sociétés de distribution : Lugo Films (France), Cinéma Public Films[1] (vente à l'étranger)
- Pays d’origine :  France
- Langue originale : français
- Format : couleur (Eastmancolor) — 35 mm — 1.66:1 — son monophonique
- Genre : comédie dramatique, road movie
- Durée : 100 minutes
- Date de sortie :  France, 15 janvier 1975
- Classifications et visa CNC : mention « tous publics », Art et Essai, visa d'exploitation no 43135 délivré le 9 janvier 1975

## Distribution
- Jane Birkin : Ariane
- Richard Leduc : Bruno
- Georges Mansart : Patrice
- Michael Lonsdale : l’inspecteur Fournier
- Jean-Luc Bideau : le désespéré
- Jacques Spiesser : l’homme au km 103
- Andréa Ferréol : la dame en blanc
- Roland Dubillard : Monsieur Berg, le père d’Ariane
- Pierre Étaix : le garçon d’étage (imitant Stan Laurel)
- Jean-Claude Carrière : le chef d’étage
- Serge Gainsbourg : « Le Mage » (l’inconnu du parc)
- Raymond Bussières : le pêcheur « Buster Keaton »
- Marc Dudicourt : le mercier
- Isabelle Huppert : la fille ramenée à la maison
- Francis Perrin : le vendeur de voitures
- Roger Riffard : l’homme dans le champ
- Jacques Villeret : le gendarme à la télévision
- Hubert Deschamps : l’homme au restaurant
- Paul Demange : le spécialiste des jeux de carte
- Janine Souchon : l'épicière
- Jean-Paul Farré : le cycliste
- Martine Kelly
- Sonia Saviange
- Jacques Zanetti
- Michel Duplaix

## Production

### Casting
Robert Benayoun à propos de Serge Gainsbourg au casting : « Je l'ai engagé tardivement pour un petit rôle » (courte apparition dans le rôle du « Mage »).

### Tournage
- Période des prises de vue : été 1974[2].
- Robert Benayoun[2] : « Serge Gainsbourg est entré d'emblée dans son personnage, le dernier représentant d'une secte dont l'objectif était de rendre les femmes heureuses. Il avait une manière extraordinaire d'expliquer son ascendant sur les femmes, pour la séduire il disait à Jane : « Je ne suis rien du tout et dès que je vois une femme qui me plaît, ça me galvanise », phrase qu'il prononçait en s'endormant, il était très drôle dans cette séquence... Avec ce rôle de gourou cosmopolite, il caricaturait un personnage à la Gurdjieff , évoluant dans une espèce de harem ou installé dans un fauteuil en osier à la Emmanuelle... »

### Musique du film
Voix de Michel Berger et France Gall, arrangements de Raymond Donnez, avec la participation du Système Crapoutchik,. 
France Inter : — « Michel a écrit pour le cinéma, pour un film de Robert Benayoum, Sérieux comme le plaisir et France a participé aussi à la bande sonore...

— France Gall : ça m'a bien amusé de faire des « tap di doum », oui.

— Michel Berger : c'était une expérience pour préparer un petit peu une connaissance du cinéma le jour où j'aurai vraiment envie de faire quelque chose.

— France Inter : ça doit complètement changer de la composition de chansons...  

— Michel Berger : c'est surtout sur le plan technique, il faut s'habituer à des minutages très précis.

— France Gall : à peu près 12 secondes...

— Michel Berger : c'est un travail très particulier. »